# 瑞昌西站
瑞昌西站，位于中华人民共和国江西省九江市瑞昌市，是武九客运专线上的高铁站，2017年9月21日开通启用，由南昌局集团九江车务段管辖。

## 歷史
- 2017年9月21日开通启用。

## 車站周邊
- 瑞昌市林业科学研究所
- 瑞昌市第一中学
- 瑞昌市第六中学
- 瑞昌市第九中学
- 瑞昌普瑞医院
- 瑞昌城西客运站
- 瑞昌市体育公园
- 瑞昌市科技馆
- 林安物流园

## 外部連結
- 中国铁路客户服务中心 （页面存档备份，存于）